# Teresa Siemieniewska

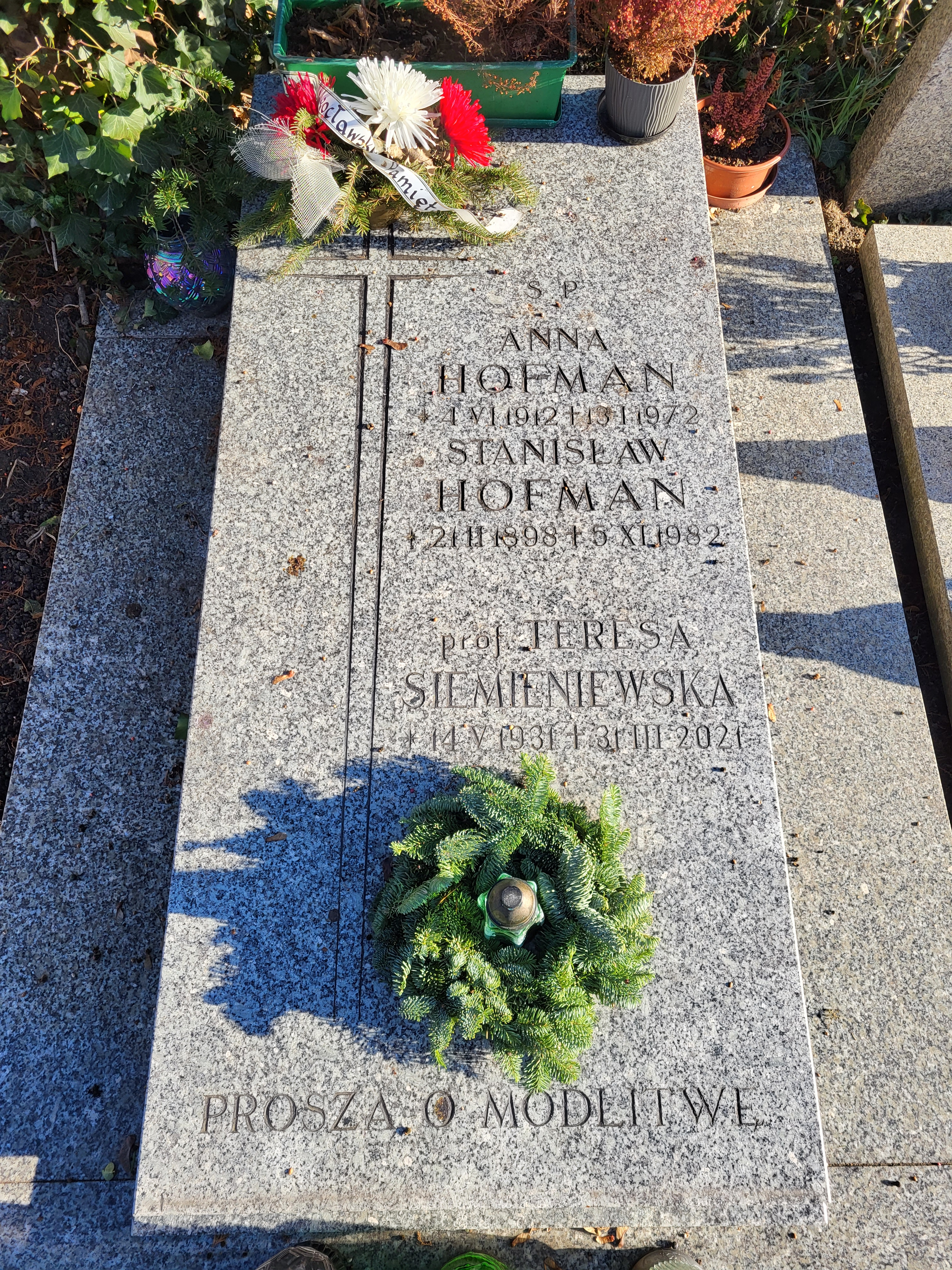
Grób prof. Teresy Siemieniewskiej na Cmentarzu św. Wawrzyńca przy ul. Bujwida we Wrocławiu

Teresa Siemieniewska (ur. 14 maja 1931 w Warszawie, zm. 31 marca 2021) – polska chemiczka, pracownik naukowy Politechniki Wrocławskiej.

## Życiorys
W 1955 ukończyła studia chemiczne na Politechnice Wrocławskiej i od tegoż roku pracowała w Wydziale Chemicznym tamże, m.in. od 1968 w Instytucie Chemii i Technologii Nafty i Węgla (w latach 1979–1981 i 1984–1987 jako zastępca dyrektora Instytutu). W latach 1991–2001 kierowała Zakładem Węgla Brunatnego i Sorbentów Węglowych. Doktoryzowała się w 1962, habilitowała w 1969, w 1976 mianowana profesorem nadzwyczajnym, w 1993 profesorem zwyczajnym. W 2001 przeszła formalnie na emeryturę, ale do 2004 była jeszcze kierownikiem grantu promotorskiego.
W swoich badaniach zajmowała się fizykochemią materiałów węglowych, strukturą kapilarną materiałów węglowych, węglowymi nośnikami katalizatorów.
W 1977 odznaczona Krzyżem Kawalerskim Orderu Odrodzenia, w 1998 otrzymała Medal Komisji Edukacji Narodowej.
Jej synem jest biskup Andrzej Siemieniewski.